# Stare Czarnowo (gmina)
Pour la localité, voir Stare Czarnowo.
Stare Czarnowo (en allemand Neumark) est une gmina rurale du powiat de Gryfino, Poméranie occidentale, dans le nord-ouest de la Pologne. Son siège est le village de Stare Czarnowo, qui se situe environ 21 km à l'est de Gryfino et 20 km au sud-est de la capitale régionale Szczecin.
La gmina couvre une superficie de 153,17 km2 pour une population de 3 836 habitants en 2016.

## Géographie
La gmina inclut les villages de Będogoszcz, Binówko, Binowo, Dębina, Dobropole Gryfińskie, Gliniec, Glinna, Kartno, Kołbacz, Kołówko, Kołowo, Komorówko, Małolesie, Modrzewko, Nieznań, Osetne Pole, Stare Czarnowo, Węglino, Żelewo et Żelisławiec.
La gmina borde la ville de Szczecin et les gminy de Bielice, Gryfino, Kobylanka, Pyrzyce, Stargard Szczeciński et Warnice.